# Phyllophaga sonora
Phyllophaga sonora är en skalbaggsart som beskrevs av Saylor 1939. Phyllophaga sonora ingår i släktet Phyllophaga och familjen Melolonthidae. Inga underarter finns listade i Catalogue of Life.